# Tiphia
Tiphia is een geslacht van vliesvleugelige insecten van de familie keverdoders (Tiphiidae).

## Soorten
- T. abnormis Eversmann, 1849
- T. antigae Tournier, 1901
- T. austriaca Tournier, 1889
- T. bexar Nagy, 1967
- T. copidosoma Nagy, 1967
- T. distincta Tournier, 1889
- T. femorata - gewone keverdoder Fabricius, 1775
- T. hispanica Dusmet y Alonso, 1930
- T. impossibilis Arbouw, 1985
- T. iracunda Nagy, 1967
- T. laeviceps Tournier, 1889
- T. lepeletieri Berland, 1925
- T. maior Mocsary, 1883
- T. minuta - kleine keverdoder Linden, 1827
- T. picta Schulthess, 1893
- T. sareptana Tournier, 1889
- T. semipolita Tournier, 1889
- T. unicolor Lepeletier, 1845